# Ausgezählt (1951)
Ausgezählt ist ein US-amerikanisches Filmdrama aus dem Jahr 1951 von Joseph Pevney mit Jeff Chandler und Evelyn Keyes in den Hauptrollen. Der Film wurde von Universal-International Pictures produziert und basiert auf dem 1930 veröffentlichten Roman The Iron Man von William Riley Burnett.

## Handlung
Vor dem Meisterschaftskampf im Schwergewicht wird der Titelverteidiger Coke Mason von den Zuschauern ausgebuht. Seine von ihm entfremdete Frau Rose denkt verbittert über die Geschehnisse nach.
Coke arbeitet als Bergbauarbeiter in der kleinen Stadt Coaltown in Pennsylvania. Seine Freundin Rose ist Verkäuferin. Coke spart Geld, um seine und Roses Träume zu verwirklichen: heiraten, aus der Stadt wegziehen und einen kleinen Radioladen eröffnen. Cokes Kollege Alex Mallick versucht ständig, Coke zu einem Kampf zu provozieren. Cokes älterer Bruder George schlägt vor, dass die beiden boxen. Alex dominiert den Kampf, bis Coke plötzlich ausrastet und Alex brutal verprügelt. Coke ist von sich selber entsetzt und schwört, nie wieder zu kämpfen.
Als Alex in der Mine zu viel Dynamit für eine Sprengung einsetzt, stürzt die Mine ein. George leitet die Rettungsmaßnahmen und kann viele der Arbeiter aus den Trümmern befreien. Auch sein Bruder ist unter den Verletzten und muss in ein Krankenhaus. Dort rät ihm George, seinen schlecht bezahlten und gefährlichen Job in der Mine mit dem Boxen zu ersetzen. Rose, die den Vorschlag hört, sagt ihm, er brauche nur ein Jahr lang zu boxen, dann hätte er genug verdient. Coke nimmt das Training auf. Sein Trainingspartner ist sein Freund Tommy O’Keefe. Als Coke bei seinem ersten Kampf zu verlieren droht, setzt bei ihm erneut die Raserei ein. Er prügelt auf seinen Gegner derart schonungslos ein, dass die Zuschauer ihn auspfeifen und ihm schmutzige Kampftechniken vorwerfen.
In den nächsten Monaten gewinnt Coke seine Kämpfe in der gleichen Weise, doch das Publikum wendet sich von ihm ab. Der Sportjournalist Max Watkins beschreibt ihn in einem Bericht als mörderisch, man sollte ihn nicht zu Kämpfen zulassen. Coke ist über die Abneigung erschüttert, doch die Preisgelder und auch Rose und George ermutigen ihn weiterzumachen. Als Coke gegen den Champion Joe Savella verliert, wird Rose und George klar, dass Coke kein talentierter Boxer ist, sondern nur durch seine Brutalität seine Siege eingefahren hat. Sie wollen ihn zum Rücktritt bewegen, doch mittlerweile ist Coke hart geworden und will den Leuten beweisen, dass er das Zeug zum Champion hat. Dass Tommy zwischenzeitlich seine eigenen Kämpfe bestreitet und dabei bei den Zuschauern für seine Fairness beliebt ist, verbittert ihn noch mehr.
Auf einer Party begegnet George Herb Reilly, Savellas Manager. Beide befürchten, dass beim anstehenden Rückkampf einer der beiden vernichtet wird, Coke durch Savellas überragende Technik oder Savella durch Cokes Raserei. Sie einigen sich darauf, dass Savella vorzeitig zu Boden geht, dafür muss Rose die gesamten Ersparnisse opfern. Der Kampf endet wie geplant mit Savellas Niederlage. Watkins ist misstrauisch und veranlasst eine Untersuchung des Kampfes. Bei der folgenden Anhörung wird Coke klar, dass Rose und George ihn für nicht talentiert genug halten. Wütend schlägt er Rose und Tommy und stürmt aus dem Saal.
Getrennt von Rose und George sucht Coke Watkins auf, den einzigen Menschen, dem er noch traut. Er erklärt Watkins, dass er als Kind ständig verspottet wurde und um Anerkennung kämpfen musste. Diese Erfahrungen setzen ihm noch heute zu. Watkins erklärt sich bereit, ihn zu managen, wenn er es schaffe, seine Wut zu zügeln. Schon bald gewinnt Coke die Schwergewichtsmeisterschaft. Sein nächster Gegner ist Tommy, der sich zu seiner Herausforderung hochgekämpft hat. Als Rose von dem Kampf erfährt, beginnt sie einen Streit mit Watkins, der ihr erklärt, dass der Kampf Cokes ultimative Herausforderung sei.
Zurück in der Gegenwart schaut Rose nervös zu. Während der ersten Runden sind Zuschauer und Reporter erstaunt, dass Coke sauber und fair kämpft. Der Kampf ist hart, in der letzten Runde gewinnt Tommy. George eilt in den Ring, um seinem Bruder wieder auf die Beine zu helfen. Die Zuschauer erheben sich von den Sitzen und applaudieren dem fairen Verlierer. Vor den jubelnden Zuschauern nimmt Coke Rose in seine Arme.

## Produktion

### Hintergrund
Gedreht wurde der Film vom 12. Januar bis zum 16. Februar 1951 in den Universal-Studios in Universal City.
Ein Bericht der Los Angeles Daily News vom 18. Januar 1951 vermeldete, dass Regisseur Pevney die gleichen Kameratechniken wie in dem vier Jahre zuvor inszenierten Drama Jagd nach Millionen (Body and Soul), in dem er mitspielte, anwendete. So wurde hier eine Eyemo-Handkamera bei den Kampfszenen eingesetzt.

### Stab
Bernard Herzbrun und Robert F. Boyle oblag die künstlerische Leitung. Russell A. Gausman und John P. Austin waren für das Szenenbild zuständig, Bill Thomas für die Kostüme, Bud Westmore für das Maskenbild. Verantwortliche Toningenieure waren Leslie I. Carey und Joe Lapis. Joseph Gershenson war der musikalische Direktor.

### Besetzung
In kleinen nicht im Abspann erwähnten Nebenrollen traten Samuel Balter, Mushy Callahan, Henry Corden, Harry Cording, Bill Hickman, Johnny Indrisano, Pál Jávor, George Khoury, Elmo Lincoln und Cyril Ring auf.
Zu den Stuntmen zählte Johnny Carpenter.

## Synchronisation
Die deutsche Synchronfassung entstand im Auftrag der Rank Film Synchronproduktion unter der Dialogregie von Edgar Flatau, der auch das Dialogbuch schrieb.
| Rolle         | Schauspieler     | Deutscher Synchronsprecher |
| ------------- | ---------------- | -------------------------- |
| Coke Mason    | Jeff Chandler    | Curt Ackermann             |
| Rose Mason    | Evelyn Keyes     | Marianne Kehlau            |
| George Mason  | Stephen McNally  | Wolfgang Eichberger        |
| Tommy O’Keefe | Rock Hudson      | Gert Günther Hoffmann      |
| Max Watkins   | Jim Backus       | Hans Paetsch               |
| Alex Mallick  | James Arness     | Arnold Marquis             |
| Herb Riley    | George Baxter    | Richard Münch              |
| Jo Jo Meyers  | Raymond Gray     | Friedrich Schütter         |
| Ringrichter   | Charles Sullivan | Joseph Offenbach           |

Anmerkung: Die kursiv geschriebenen Namen sind Rollen und Darsteller, die nicht im Abspann erwähnt wurden.

## Veröffentlichung
Die Premiere des Films fand am 17. August 1951 in Pittsburgh statt. In der Bundesrepublik Deutschland kam er am 28. Oktober 1955 in die Kinos, in Österreich bereits am 19. April 1952.

## Kritiken
Das Lexikon des internationalen Films schrieb: „Gut gespieltes, ernsthaftes, aber psychologisch etwas brüchiges und dramaturgisch zähes Sportler-Drama.“
Der Kritiker der The New York Times befand, dem Film fehle es nicht an Blut, Schweiß und Drama. Die Geschichte sei jedoch Standard. Es seien nicht die Charaktere, die den Film wenig bemerkenswert machen, die Kämpfe seien vorhersehbar.